# Grymma april
Grymma april är en roman av den albanske författaren Ismail Kadare från 1978.

## Handling
Romanen behandlar ett av Kadares återkommande teman; det förflutnas inverkan på nuet. Den handlar om den unge albanske mannen Gjorg Berisha som enligt den uråldriga lagboken Kanun tvingas att som blodshämnd begå ett mord och därmed beseglar sitt eget öde; att själv bli dödad av en medlem av den mördades släkt. I en parallellhandling anländer ett nygift par från Tirana till trakten, maken är historiker och fascinerad expert av de gamla lagarna medan hans hustru är förfärad av dem, särskilt sedan deras väg korsats av Gjorgs tragiska öde.

## Mottagande
"En tidlös berättelse om hämnd, om mötet mellan stad och land, om illusion och verklighet. Alltså en text som i sin välkomponerade form känns som en färdig klassiker." – Johan Dahlbäck i Göteborgs-Posten